# Kim Kwan-jin
Kim Kwan-jin (* 27. August 1949 in Jeonju, Jeonbuk) ist ein südkoreanischer Politiker und General im Ruhestand. Vom 26. November 2010 bis 30. Juni 2014 war er Verteidigungsminister Südkoreas.

## Karriere
Kim Kwan-jin graduierte 1971 von der Militärakademie und war von 1999 bis 2005 in verschiedenen Kommandofunktionen tätig. Im Jahr 2005 wurde er zum Vier-Sterne-General befördert. Vor seiner Amtsübernahme war er der insgesamt 33. Vorsitzender des Generalstabs der südkoreanischen Streitkräfte. 2006 löste Kim Kwan-jin seinen Vorgänger Lee Sang-hee in dieser Funktion ab, ehe er seinerseits 2008 von Kim Tae-young abgelöst wurde. Nach dem Bombardement von Yeonpyeong trat eben jener Kim Tae-young, mittlerweile Verteidigungsminister, von seinem politischen Amt zurück, welches von Kim Kwan-jin übernommen wurde. Auch nachdem Park Geun-hye das Präsidentenamt übernommen hatte, blieb Kim Kwan-jin im Amt, unter anderem aufgrund der anhaltend angespannten Situation mit Nordkorea. Im Juni 2014 wurde er von Han Min-goo im Ministeramt abgelöst und wurde Direktor des Amtes für nationale Sicherheit.

## Privates
Er ist verheiratet und hat drei Kinder.